# TAQA
TAQA (von arabisch طاقة, DMG ṭāqa = Energie) ist ein Energieunternehmen aus dem Emirat Abu Dhabi.
2016 verfügte die Firma über eine Entsalzungskapazität von 4,169 Mio. m3 Wasser pro Tag (917 MIGD) und eine installierte Kraftwerksleistung von 17,41 GW. Davon befanden sich 12.487 MW in den Emiraten, 2.056 MW in Marokko, 1.037 MW in den USA, 1.000 MW in Oman (Suhar bei Sohar Aluminium), 330 MW in Ghana (Takoradi) und jeweils 250 MW in Saudi-Arabien (Jubail) und Indien (Neyveli).